# Bukit Damartutung
Bukit Damartutung är en kulle i Indonesien.   Den ligger i provinsen Aceh, i den västra delen av landet, 1 600 km nordväst om huvudstaden Jakarta. Toppen på Bukit Damartutung är 220 meter över havet, eller 119 meter över den omgivande terrängen. Bredden vid basen är 3,0 km.
Terrängen runt Bukit Damartutung är huvudsakligen platt, men söderut är den kuperad.Runt Bukit Damartutung är det ganska tätbefolkat, med 86 invånare per kvadratkilometer. Närmaste större samhälle är Langsa, 15,1 km sydost om Bukit Damartutung. I omgivningarna runt Bukit Damartutung växer i huvudsak städsegrön lövskog.